# 迪亞塔斯湖
1°4′37″S 100°45′17″E / 1.07694°S 100.75472°E

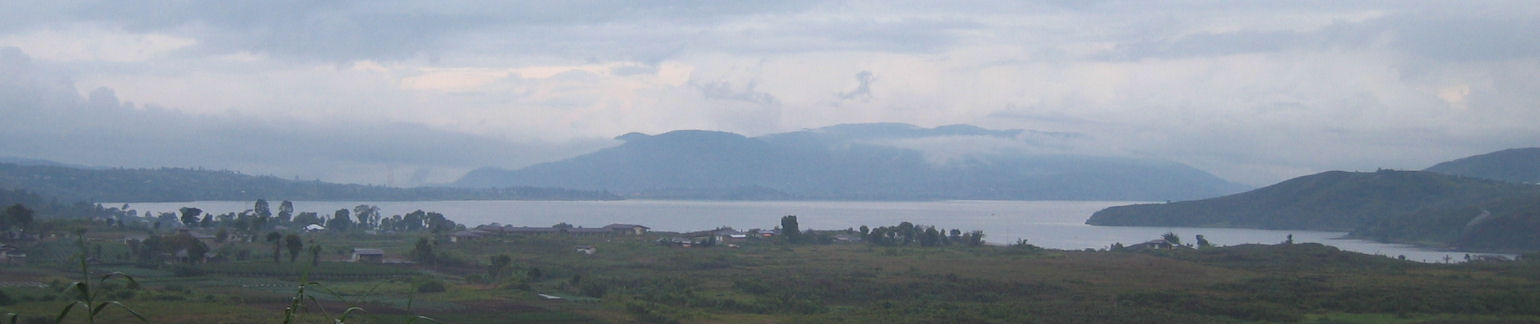

迪亞塔斯湖是印度尼西亞的湖泊，由西蘇門答臘省負責管轄，面積12.3平方公里，海拔高度1,531米，最大水深44米，該湖和迪巴瓦赫湖被稱為雙子湖。